# Albrekt av Magdeburg och Mainz

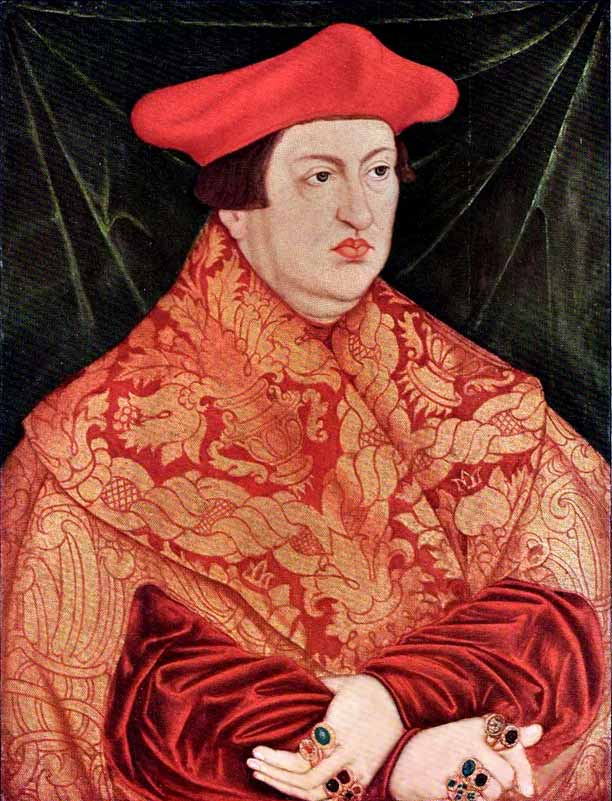
Albrekt av Magdeburg och Mainz. Målning av Lucas Cranach d.ä.

Albrekt av Brandenburg, ärkebiskop av Magdeburg och Mainz, född 28 juni 1490, död 24 september 1545, var romersk-katolsk ärkebiskop av Magdeburg från 1513, ärkebiskop och kurfurste av Mainz från 1514 samt kardinal från 1518.
Albrekt var titulär markgreve av Brandenburg som yngre son till kurfursten Johan Cicero av Brandenburg, av huset Hohenzollern, och Margareta av Sachsen, av huset Wettin. Han var endast åtta år vid faderns död 1499 och utbildades som ung vid universitetet i Frankfurt an der Oder, som kort dessförinnan grundats av hans äldre bror Joakim I som ärvt kurfurstetiteln. Trots sin ringa ålder utverkade han 1513 påvlig dispens för att utnämnas till ärkebiskop av Magdeburg och 1514 kunde han även utnämnas till ärkebiskop och kurfurste av Mainz, i strid med regeln om att biskopsstolarna normalt inte skulle innehas av samma person. Han arrenderade av påve Leo X rättigheten att sälja avlat inom sina stift, och det var hans kommissarie, dominikanermunken Johann Tetzel, som var upphov till Martin Luthers 95 teser mot avlaten.
Som det Tysk-romerska rikets ärkekansler var han högst i rang av och inflytelserik bland de tyska kyrkofurstarna. Albrekt agerade flera gånger som medlare mellan katoliker och protestanter och han var den förste bland Tysklands furstar som öppnade sitt land för den jesuitorden som bildades 1540. Hans undersåtar fick dock fritt utöva sin religion mot att de tog på sig att betala hans skulder.
Han verkade bland annat som konstmecenat och var en stor gynnare av Lucas Cranach den äldre, Matthias Grünewald och Hans Baldung. Genom omfattande byggnadsprojekt i sina territorier kom han att efterlämna en rad renässansbyggnadsverk, som Moritzburg och Neue Residenz i Halle an der Saale.
Albrekt avbildades år 1900 av Johannes Götz tillsammans med gruppen omkring statyn av brodern kurfurst Joakim I av Brandenburg i Siegesallee i Berlin. Bysten av Albrekt är sedan 2009 uppställd i skadat skick i Zitadelle Spandau.